# Championnats du monde de cyclisme sur piste juniors 2018
Navigation
Édition précédente Édition suivante

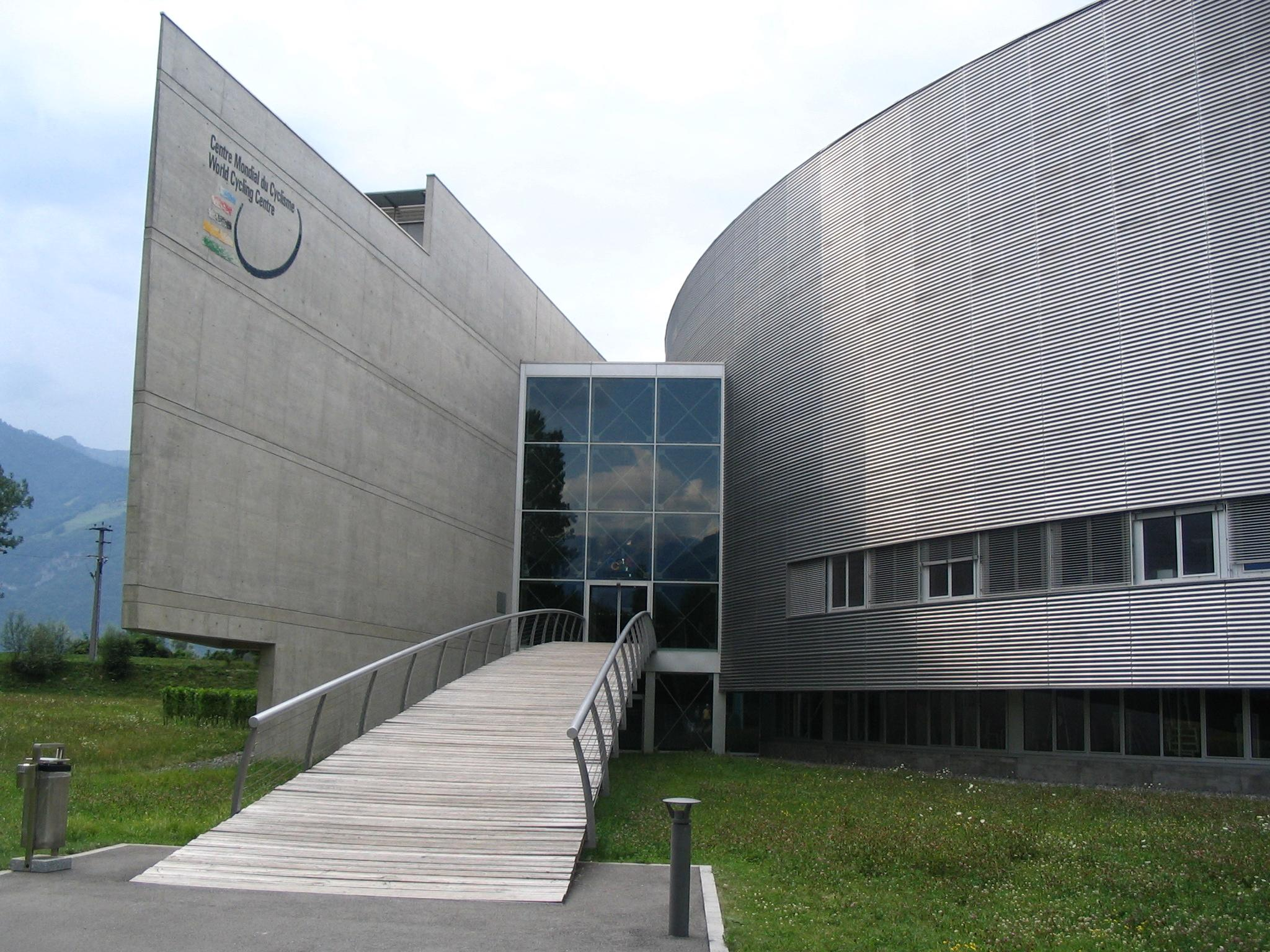
Le Centre mondial du cyclisme à Aigle

Les Championnats du monde de cyclisme sur piste juniors 2018 ont lieu du 15 au 19 août 2018 au Centre mondial du cyclisme d'Aigle, en Suisse. Les championnats sont réservés aux coureurs nés en 2000 et 2001 (17/18 ans).
Le vélodrome, dont la piste ne fait que 200 mètres de long (au lieu des 250 mètres plus conventionnels), accueille ces deuxièmes championnats du monde juniors après 2016.
L'athlète la plus titrée des championnats du monde est l'Allemande Lea Friedrich, qui a remporté les quatre médailles d'or dans les disciplines du sprint. L'Italienne Vittoria Guazzini remporte quant à elle trois titres sur les disciplines d'endurance.
Le sprinteur Indien Esow Alban rentre dans l'histoire en remportant la médaille d'argent du keirin. Il est le premier athlète indien à remporter une médaille dans un championnat du monde UCI, toute discipline confondue. Auparavant, il avait déjà remporté des médailles aux championnats d'Asie sur piste juniors.

## Programme
| Date             | Hommes                                    | Femmes                                                |
| ---------------- | ----------------------------------------- | ----------------------------------------------------- |
| Mercredi 15 août | Vitesse par équipes                       | Scratch, vitesse par équipes                          |
| Jeudi 16 août    | Poursuite par équipes, Scratch, keirin    | Poursuite par équipes                                 |
| Vendredi 17 août | Course aux points, poursuite individuelle | Vitesse individuelle, omnium                          |
| Samedi 18 août   | Omnium, vitesse individuelle              | 500 mètres, poursuite individuelle, course aux points |
| Dimanche 19 août | Kilomètre, américaine                     | Keirin, américaine                                    |

## Podiums masculins
| Épreuves               | Or                                                                               | Argent                                                                          | Bronze                                                             |
| ---------------------- | -------------------------------------------------------------------------------- | ------------------------------------------------------------------------------- | ------------------------------------------------------------------ |
| Kilomètre              | Thomas Cornish                                                                   | Jakub Stastny                                                                   | Anton Höhne                                                        |
| Keirin                 | Jakub Stastny                                                                    | Esow Alban                                                                      | Andrey Chugay                                                      |
| Vitesse individuelle   | Cezary Laczkowski                                                                | Thomas Cornish                                                                  | Jakub Stastny                                                      |
| Vitesse par équipes    | France Florian Grengbo Vincent Yon Titouan Renvoisé                              | Pologne Oskar Filipczak Bartosz Kucharski Cezary Laczkowski                     | Russie Daniil Komkov Ivan Gladyshev Danila Burlakov Mikhail Smagin |
| Poursuite individuelle | Lev Gonov                                                                        | Ethan Vernon                                                                    | Gleb Syritsa                                                       |
| Poursuite par équipes  | Nouvelle-Zélande Corbin Strong George Jackson Finn Fisher-Black Bailey O'Donnell | France Donavan Grondin Nicolas Hamon Florian Pardon Kévin Vauquelin Louis Brulé | Australie Blake Quick Lucas Plapp Matthew Rice Luke Wight          |
| Scratch                | Park Joo-young                                                                   | Filip Prokopyszyn                                                               | Samuel Thibaud                                                     |
| Course aux points      | Lucas Plapp                                                                      | Filip Prokopyszyn                                                               | Robin Skivild                                                      |
| Américaine             | Australie Blake Quick Lucas Plapp                                                | Russie Gleb Syritsa Lev Gonov                                                   | Danemark Oliver Wulff Matias Malmberg                              |
| Omnium                 | Donavan Grondin                                                                  | Frederik Wandahl                                                                | Blake Quick                                                        |

## Podiums féminins
| Épreuves               | Or                                                                       | Argent                                                                      | Bronze                                                                       |
| ---------------------- | ------------------------------------------------------------------------ | --------------------------------------------------------------------------- | ---------------------------------------------------------------------------- |
| 500 mètres             | Lea Friedrich                                                            | Yana Tyshchenko                                                             | Alessa-Catriona Pröpster                                                     |
| Keirin                 | Lea Friedrich                                                            | Nikola Sibiak                                                               | Yana Tyshchenko                                                              |
| Vitesse individuelle   | Lea Friedrich                                                            | Hu Jiafang                                                                  | Nikola Sibiak                                                                |
| Vitesse par équipes    | Allemagne Lea Friedrich Emma Götz Alessa-Catriona Pröpster               | Chine Lei Min Hu Jiafang                                                    | Pologne Nikola Seremak Nikola Sibiak                                         |
| Poursuite individuelle | Vittoria Guazzini                                                        | Daria Malkova                                                               | Sophie Edwards                                                               |
| Poursuite par équipes  | Italie Vittoria Guazzini Silvia Zanardi Giorgia Catarzi Sofia Collinelli | Nouvelle-Zélande Ally Wollaston Annamarie Lipp Sami Donnelly McKenzie Milne | Grande-Bretagne Ellie Russell Pfeiffer Georgi Elynor Backstedt Ella Barnwell |
| Scratch                | Shin Ji-eun                                                              | Marta Jaskulska                                                             | Katharina Hechler                                                            |
| Course aux points      | Silvia Zanardi                                                           | Sarah Gigante                                                               | Shari Bossuyt                                                                |
| Américaine             | France Victoire Berteau Marie Le Net                                     | Russie Daria Malkova Mariia Miliaeva                                        | Australie Alexandra Martin-Wallace Alice Culling                             |
| Omnium                 | Vittoria Guazzini                                                        | Daria Malkova                                                               | Marta Jaskulska                                                              |

## Tableau des médailles
| Rang  | Nation           | Or | Argent | Bronze | Total |
| ----- | ---------------- | -- | ------ | ------ | ----- |
| 1     | Allemagne        | 4  | 0      | 3      | 7     |
| 2     | Italie           | 4  | 0      | 0      | 4     |
| 3     | Australie        | 3  | 2      | 4      | 9     |
| 4     | France           | 3  | 1      | 1      | 5     |
| 5     | Corée du Sud     | 2  | 0      | 0      | 2     |
| 6     | Pologne          | 1  | 5      | 3      | 9     |
| 6     | Russie           | 1  | 5      | 3      | 9     |
| 8     | Tchéquie         | 1  | 1      | 1      | 3     |
| 9     | Nouvelle-Zélande | 1  | 1      | 0      | 2     |
| 10    | Chine            | 0  | 2      | 0      | 2     |
| 11    | Danemark         | 0  | 1      | 2      | 3     |
| 12    | Grande-Bretagne  | 0  | 1      | 1      | 2     |
| 13    | Inde             | 0  | 1      | 0      | 1     |
| 14    | Belgique         | 0  | 0      | 1      | 1     |
| 14    | Kazakhstan       | 0  | 0      | 1      | 1     |
| Total | Total            | 20 | 20     | 20     | 60    |

## Records du monde
| Date         | Épreuve                                                 | Cycliste(s)    | Performance                     |
| ------------ | ------------------------------------------------------- | -------------- | ------------------------------- |
| 17 août 2018 | Poursuite individuelle juniors sur 3 000 mètres         | Lev Gonov      | 3 min 11 s 143 en qualification |
| 18 août 2018 | Contre-la-montre sur 500 mètres juniors départ arrêté   | Lea Friedrich  | 33 s 922 en qualification       |
| 19 août 2018 | Contre-la-montre sur 1 000 mètres juniors départ arrêté | Thomas Cornish | 1 min 00 s 498 en qualification |